# شون ماكونفيل
شون جوزيف ماكونفيل هو لاعب كرة قدم محترف في الدوري الإنجليزي مع نادي أكرينجتون ستانلي.